# The Flash (TV-serie, 2014)
The Flash är en amerikansk TV-serie av Warner Brothers Television för The CW, som en spinoff på den existerande TV-serien Arrow, med Grant Gustin i titelrollen som baseras på DC Comics superhjälte The Flash (Blixten).

## Handling
Ett experiment i en partikelaccelerator vid STAR Labs slutar i en stor explosion som förstör delar av Central city. Den unge kriminalteknikern Barry Allen är en av dem som påverkas av explosionen: han blir supersnabb. Allen, vars pappa anklagades falskt för mordet på sin fru, börjar samarbeta med de enda tre som arbetar kvar på STAR Labs, dr Harrison Wells, Cisco Ramon och Caitlin Snow. Tillsammans skapar de Allens alter ego, The Flash, och tränar honom för att bli snabbare, så att han ska kunna rädda Central city från de andra metamänniskorna som fått superkrafter av explosionen. Särskilt motstånd möter The Flash i den gulklädde förbrytaren som kallas Reverse Flash och som är ännu snabbare.
Samtidigt har Allen allt svårare att förneka sina känslor för Iris West, hans fostersyster, vilket kompliceras av att hon är förlovad med en av Allens poliskollegor. Allens fosterpappa, Joe West, arbetar också som polis.
Efter att ha avslöjat att Reverse Flash är Harrison Wells - och att Wells egentligen är en tidsresande förbrytare som tagit Wells skepnad - får The Flash nya motståndare, i form av Zoom, Savitar och Dr Alchemy. Samtidigt visar sig den verkligen Harrison Wells vara vid liv, medan Wests fästman dör, vilket lämnar utrymme för en närmare relation för West och Allen. Under perioder av svåra bekymmer får dock The Flash en närmare vänskap med gänget kring den mer moraliskt ambivalente Arrow som är bosatta i den näraliggande Star city, samt med Supergirl.
Allens försök att rädda sin mor från att dödas när han var liten genom en egen tidsresa för dock med sig en alternativ verklighet. I den alternativa verkligheten har Ramon och Snow mer framträdande superkrafter: Ramon som den telepatiske och telekinetiske Vibe och Snow som en ovillig Killer Frost, som har nedfrysningskrafter. Familjen Allen får i samma veva utökning i form av detektiv Wests dittills okände son, Wally West, som senare också får supersnabbhet och tar identiteten Kid Flash.

## Rollista (i urval)
- Grant Gustin – Barry Allen / The Flash
- Candice Patton – Iris West
- Danielle Panabaker – Caitlin Snow
- Carlos Valdes – Cisco Ramon
- Tom Cavanagh – Dr. Harrison Wells
- Jesse L. Martin – Joe West
- Rick Cosnett – Eddie Thawne
- Keiynan Lonsdale - Kid Flash
- Teddy Sears - Jay Garrick

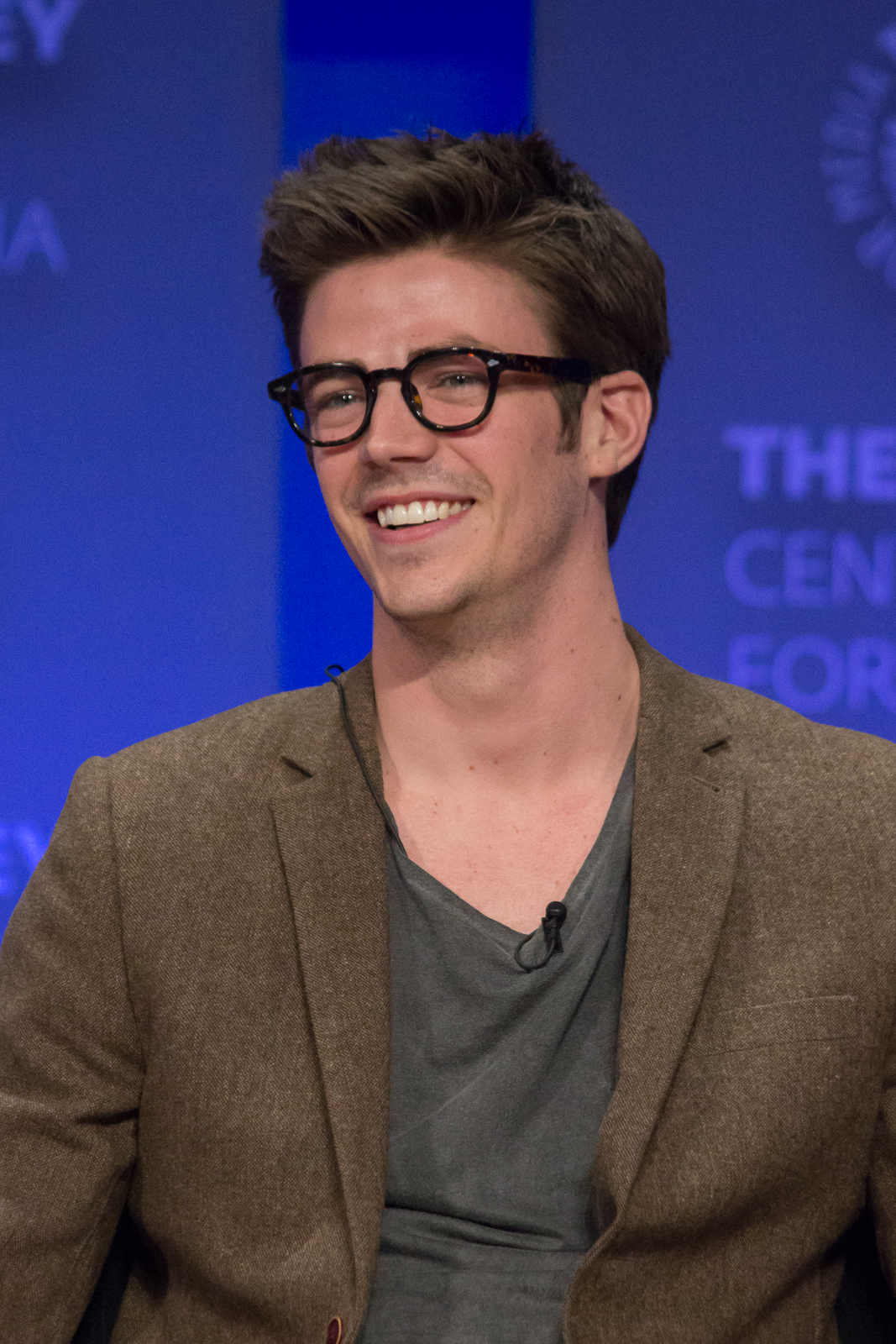
Grant Gustin
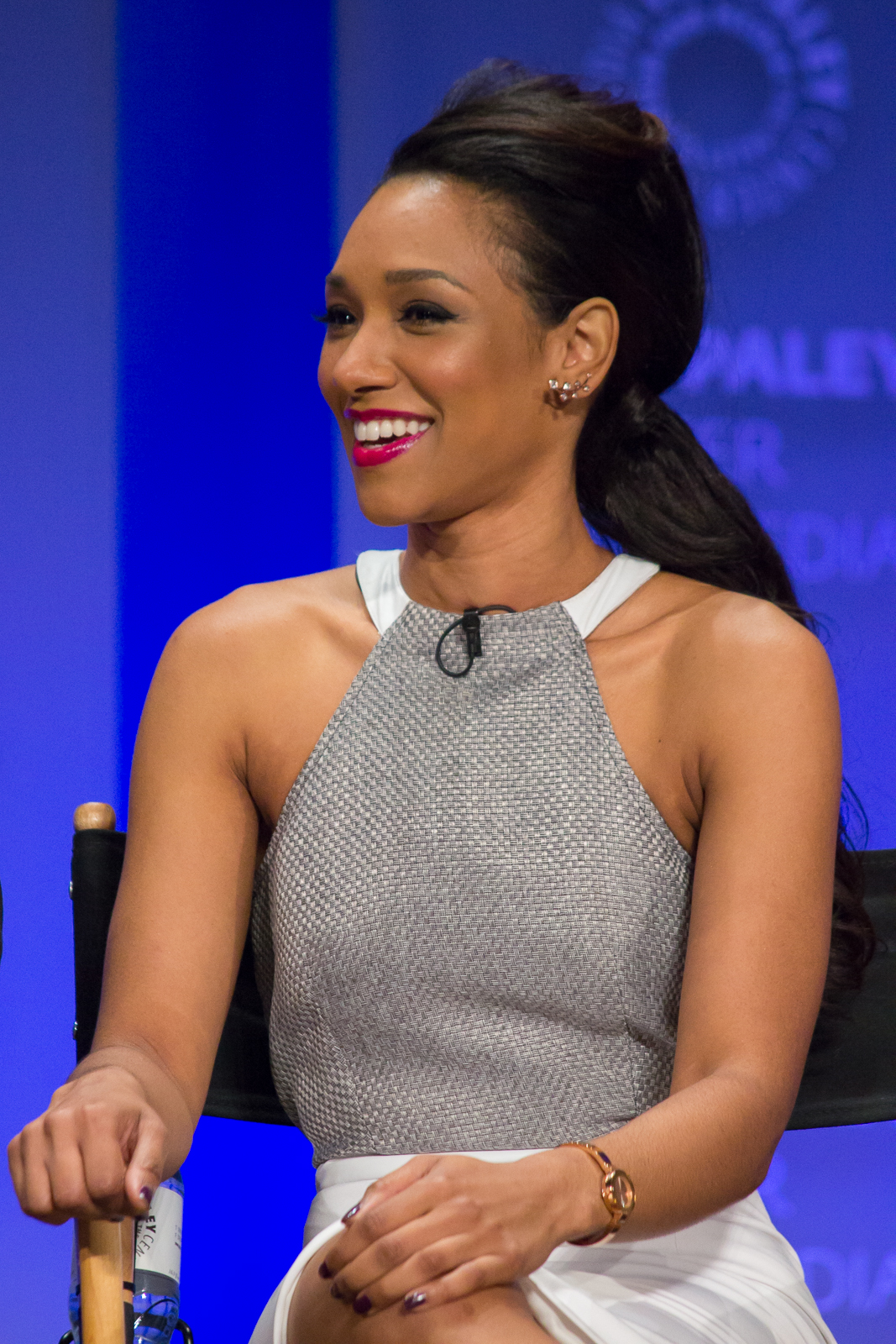
Candice Patton
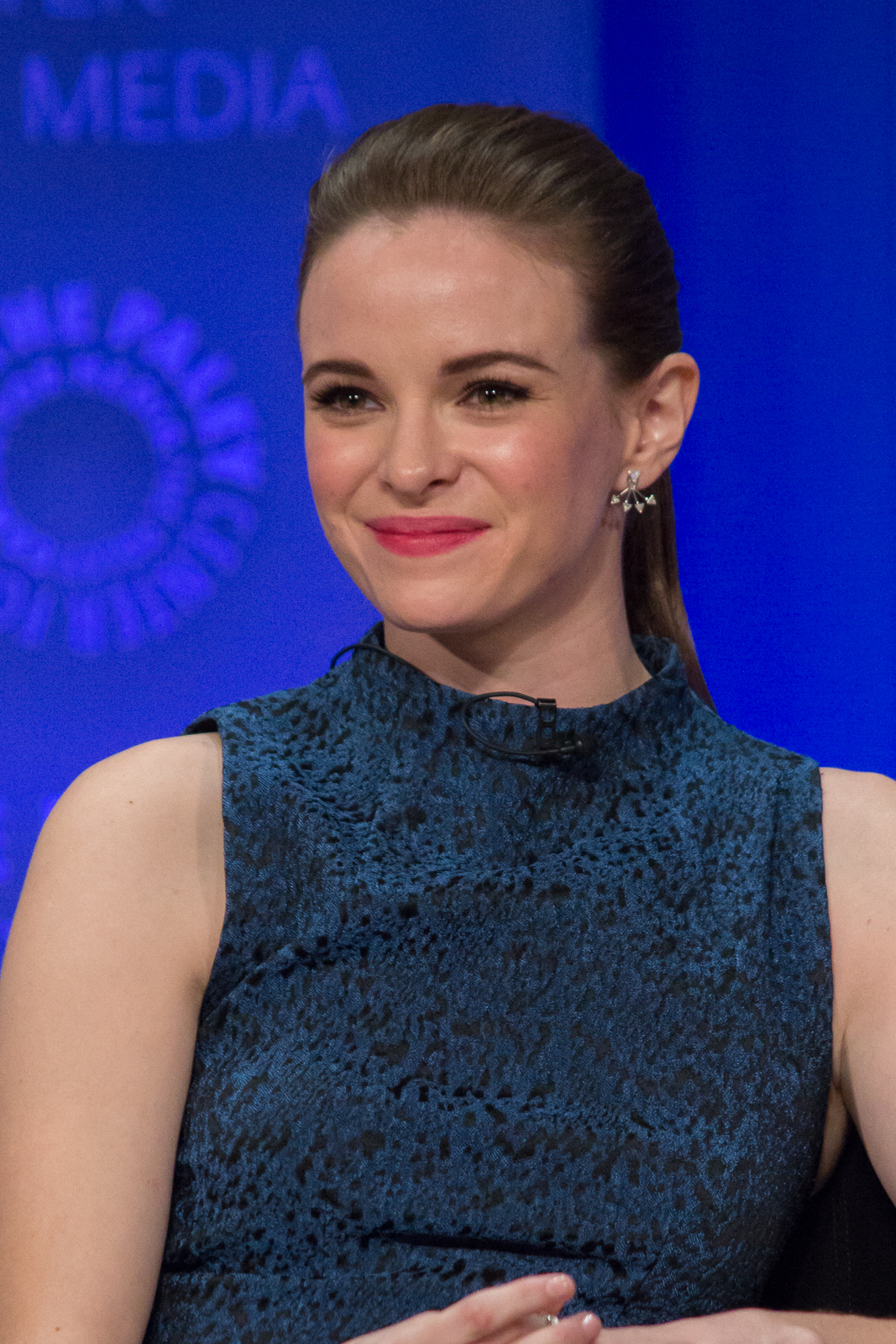
Danielle Panabaker
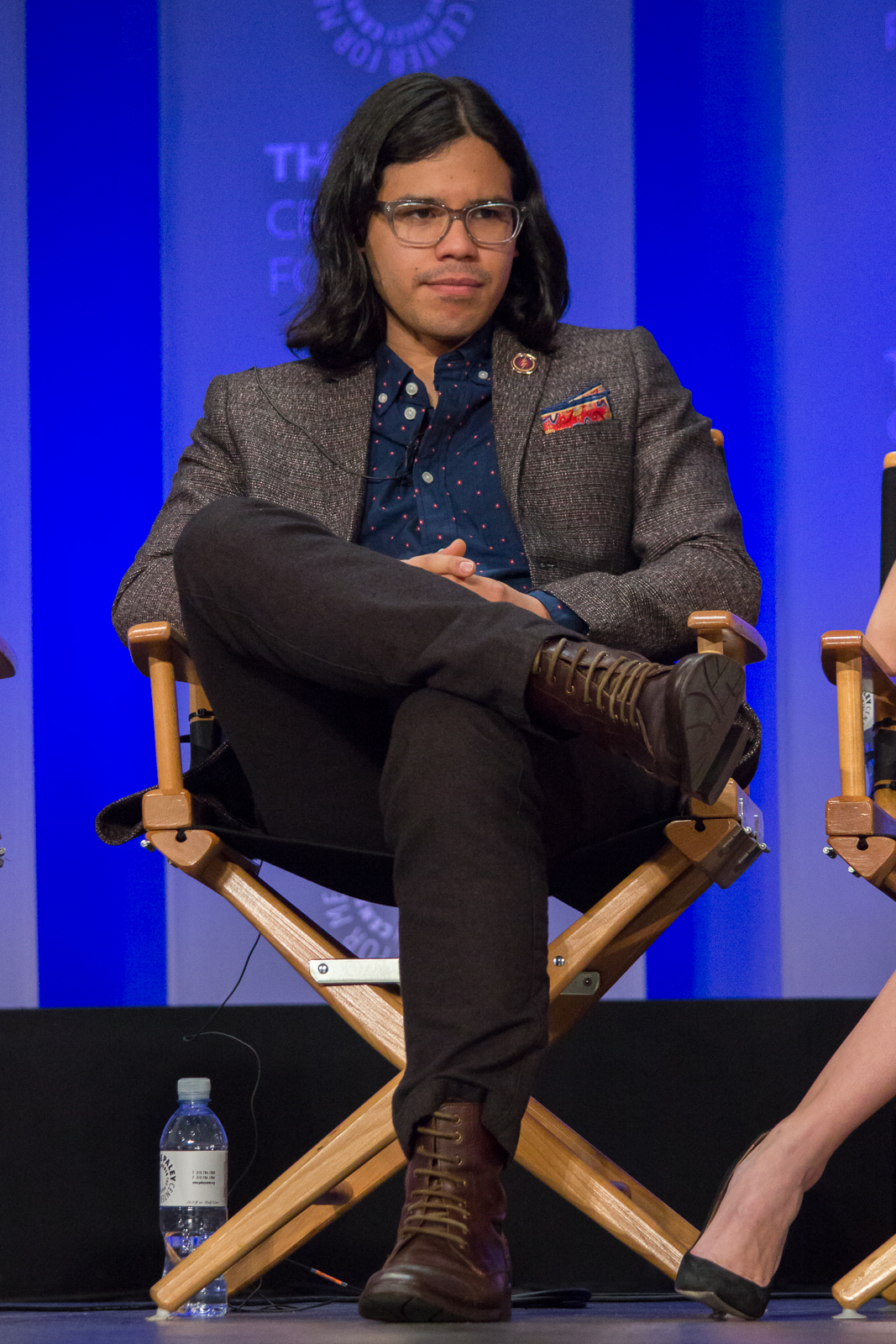
Carlos Valdes
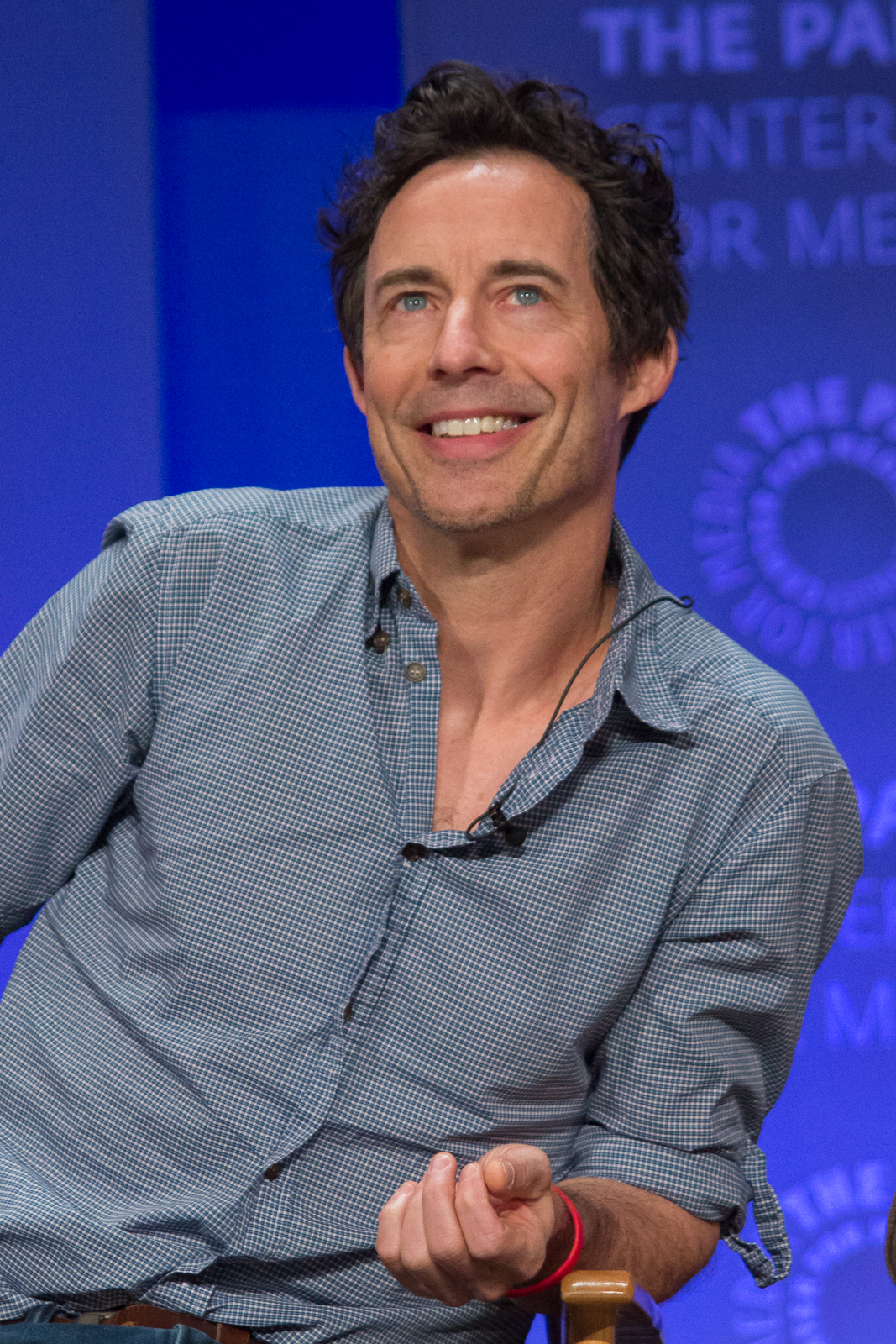
Tom Cavanagh
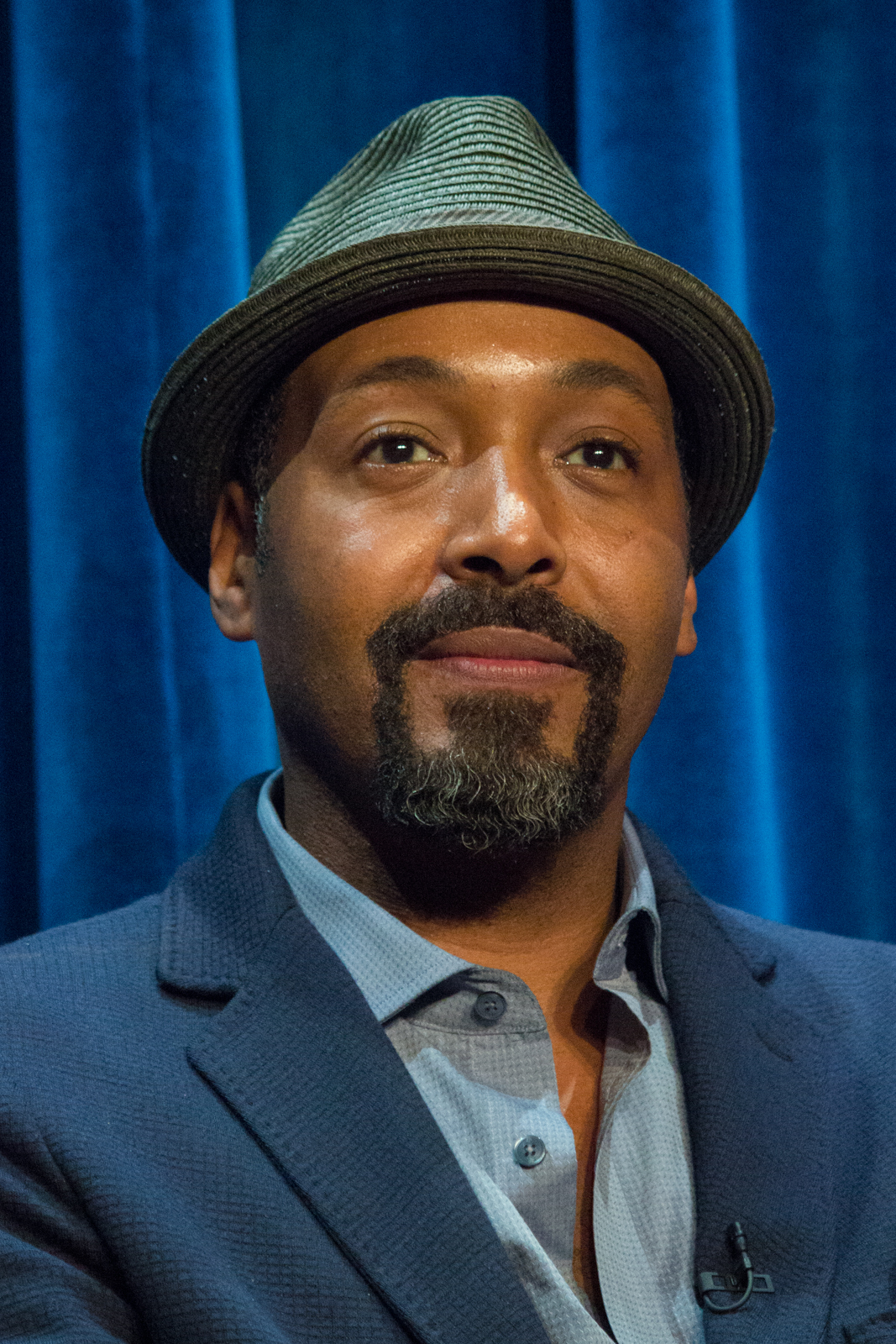
Jesse L. Martin
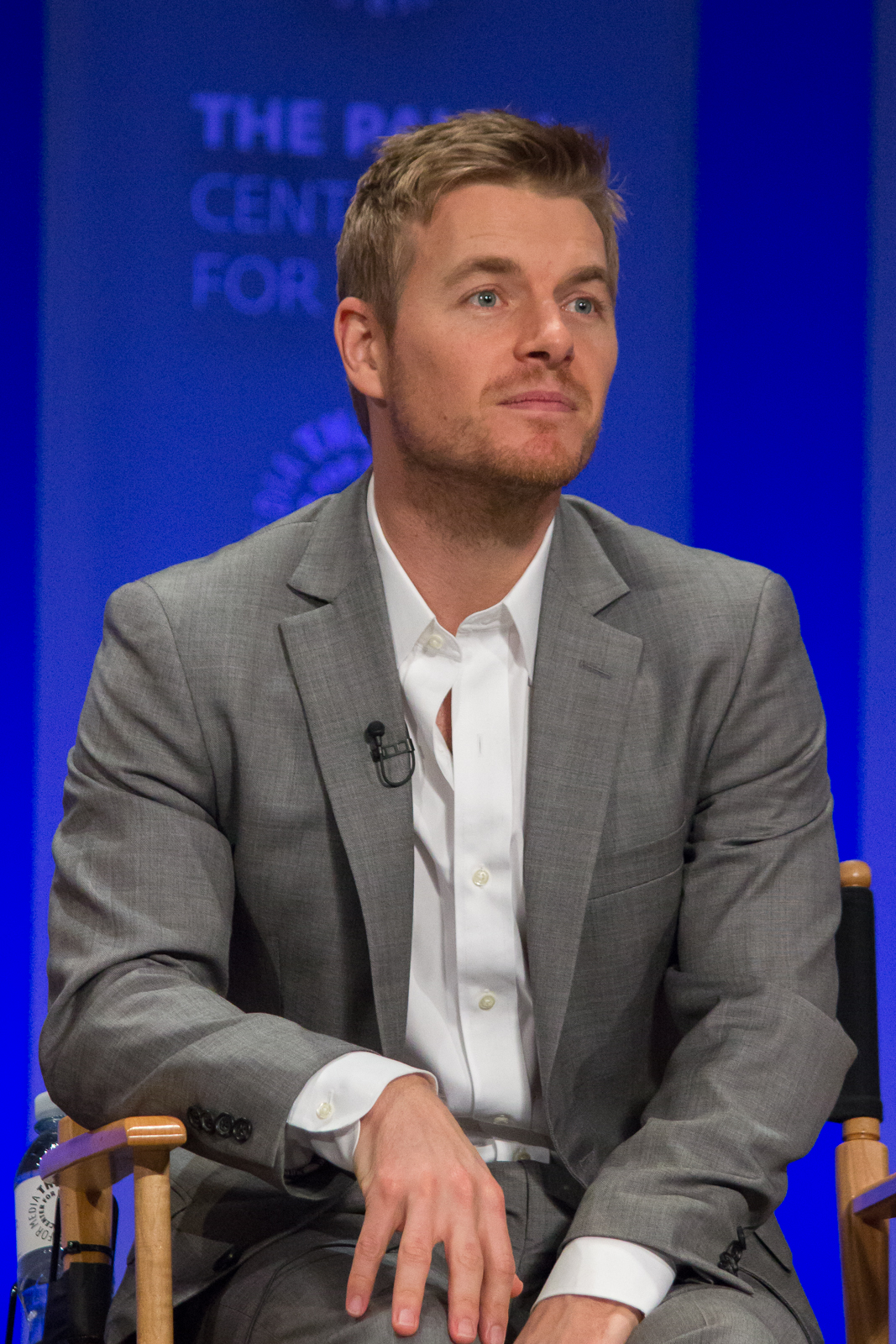
Rick Cosnett